# Nikolaj Saltykov
Graaf Nikolaj Ivanovitsj Saltykov (Russisch: Николай Иванович Салтыков) (31 oktober 1736 - Sint-Petersburg, 28 mei 1816) was een Russische maarschalk en een hoveling op het hof van de tsaar.
Hij was het hoofd van het Russische leger als president van College van Oorlog tussen 1791 en 1802. Tevens was hij Luitenant-Grootmeester van de Orde van Malta van 1801 tot 1803. Hij was een docent van Paul I van Rusland en zijn zoons Constantijn en Alexander.

## Onderscheidingen
- Ridder in de Orde van Sint-Andreas de Eerstgeroepene
- Ridder in de Alexander Nevski-orde
- Ridder in de Orde van Sint-Vladimir
- Ridder in de Orde van Sint-Anna
- Ridder in de Orde van de Witte Adelaar
- Ridder in de Soevereine Militaire Hospitaalorde van Sint-Jan van Jeruzalem en Malta in Rusland